# Монталлегро
Монталлегро, Монталлеґро (італ. Montallegro, сиц. Muntallegru) — муніципалітет в Італії, у регіоні Сицилія,  провінція Агрідженто.

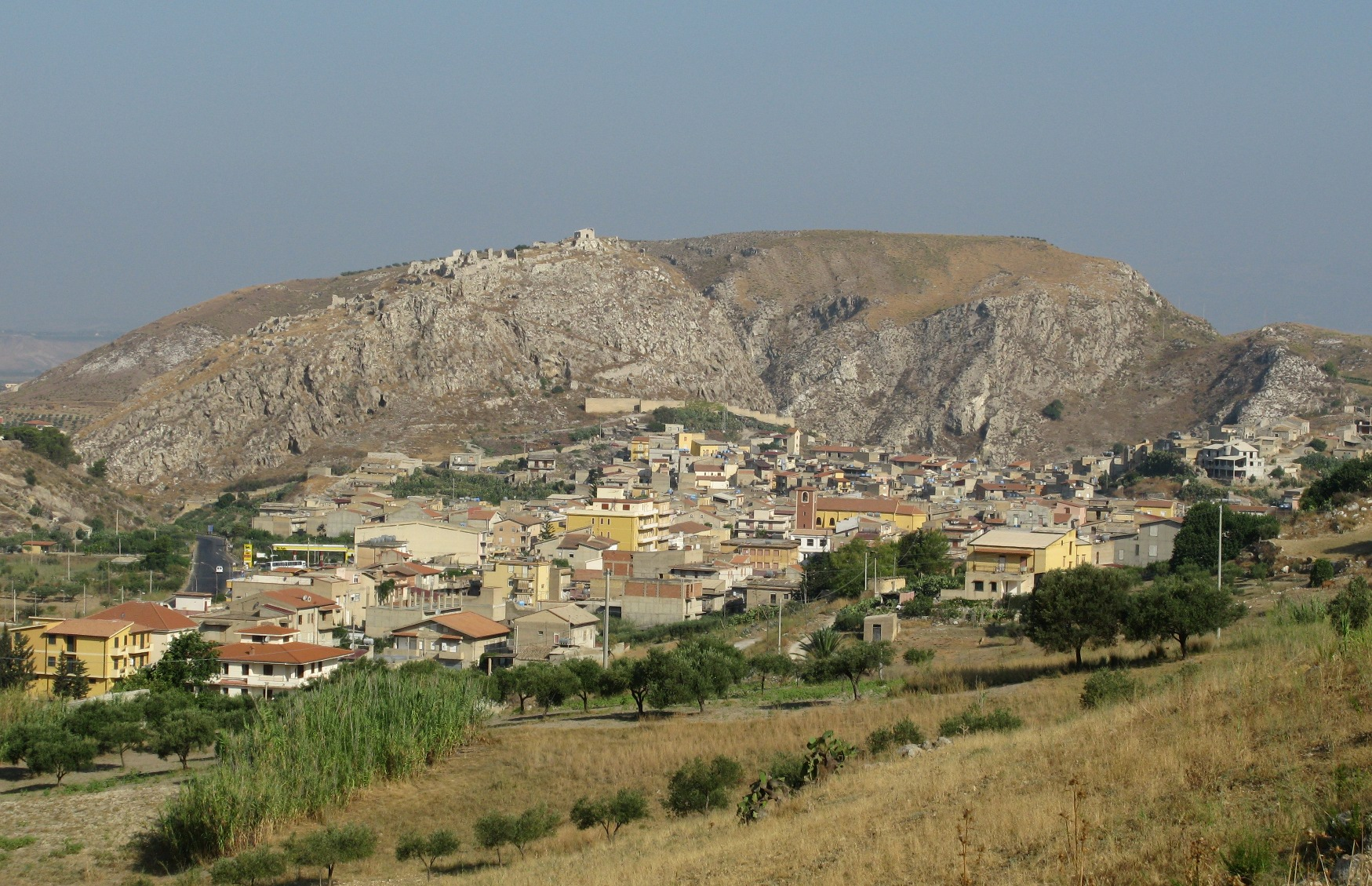
Montallegro

Монталлегро розташоване на відстані близько 510 км на південь від Рима, 85 км на південь від Палермо, 23 км на захід від Агрідженто.
Населення — 2529 осіб (2014).
Щорічний фестиваль відбувається 6 листопада. Покровитель — San Leonardo.

## Демографія
Населення за роками:

Станом на 1 січня 2023 року в муніципалітеті офіційно проживали 24 іноземці з 8 країн, серед них 16 громадян країн Євросоюзу.

## Сусідні муніципалітети
- Агрідженто
- Каттоліка-Ераклеа
- Сікуліана